# Antônio Rodrigues de Aguiar
Antônio Rodrigues de Aguiar (Rio de Janeiro, 21 de março de 1768 — Iguaçu, 3 de outubro de 1818), foi um prelado português da Igreja Católica, bispo-prelado de Goiás.

## Biografia
Foi feito diácono em 18 de junho de 1791 e foi ordenado padre em 24 de setembro do mesmo ano. Licenciou-se em direito canônico pela Universidade de Coimbra em 1796. Como era parente de Dom José Joaquim Justiniano, bispo de São Sebastião do Rio de Janeiro, foi seu secretário, reitor do Seminário São José e cônego da Capela Real do Rio de Janeiro.
Após sua nomeação pelo príncipe regente Dom João como bispo-prelado de Goiás em 24 de junho de 1810, tomou posse da Prelazia por procuração em 13 de janeiro de 1811. Foi confirmado pelo Papa Pio VII em 15 de março de 1815, como Bispo-titular de Azotus e consagrado em 29 de setembro de 1816, na Capela Real, por Dom José Caetano da Silva Coutinho, bispo de São Sebastião do Rio de Janeiro.
Permaneceu na Corte até 1818, quando seguiu para a Sé de Goiás. Contudo, quando encontrava-se em Pilar do Iguaçu, em 29 de setembro, passou mal e retornou para Iguaçu, onde faleceu, em 3 de outubro de 1818.